# العرير الأعلى

تعديل مصدري - تعديل

العرير الأعلى إحدى حارات مدينة القاعدة بمحافظة إب، بلغ تعداد سكانها 1491 نسمة حسب تعداد اليمن لعام 2004.